# Orientierungslauf-Weltmeisterschaften 2009
Die 26. Orientierungslauf-Weltmeisterschaften fanden vom 16. August bis 23. August 2009 in und um Miskolc im Nordosten Ungarns statt. Ungarn war nach den Weltmeisterschaften 1983 in Zalaegerszeg zum zweiten Mal Austragungsort der Weltmeisterschaften im Orientierungslaufen.

## Herren

### Sprint
| Platz | Land | Athlet           | Zeit        |
| ----- | ---- | ---------------- | ----------- |
| 1     | RUS  | Andrei Chramow   | 15:10,6 min |
| 2     | SUI  | Fabian Hertner   | 15:36,1 min |
| 3     | SUI  | Daniel Hubmann   | 15:38,2 min |
| 4     | NOR  | Olav Lundanes    | 15:52,7 min |
| 5     | SWE  | Martin Johansson | 15:57,3 min |
| 6     | BUL  | Kiril Nikolow    | 16:03,7 min |

Qualifikation: 20. August, 9:00 Uhr

Ort: Miskolc-Királyasztal
Finale: 20. August, 16:20 Uhr

Ort: Miskolc-Királyasztal

Länge: 3,15 km

Steigung: 125 m

Posten: 22

### Mitteldistanz
| Platz | Land | Athlet            | Zeit      |
| ----- | ---- | ----------------- | --------- |
| 1     | FRA  | Thierry Gueorgiou | 37:14 min |
| 2     | SUI  | Daniel Hubmann    | 37:42 min |
| 3     | SUI  | Matthias Merz     | 38:10 min |
| 4     | SUI  | Matthias Müller   | 38:45 min |
| 5     | FRA  | François Gonon    | 38:48 min |
| 6     | SWE  | David Andersson   | 39:08 min |

Qualifikation: 16. August, 10:00 Uhr

Ort: Bükkszentkereszt
Finale: 19. August, 10:00 Uhr

Ort: Bánkút

Länge: 6,57 km

Steigung: 275 m

Posten: 25

### Langdistanz
| Platz | Land | Athlet            | Zeit        |
| ----- | ---- | ----------------- | ----------- |
| 1     | SUI  | Daniel Hubmann    | 1:36:31 min |
| 2     | FRA  | Thierry Gueorgiou | 1:38:26 min |
| 3     | ITA  | Michail Mamlejew  | 1:40:40 min |
| 4     | FIN  | Mats Haldin       | 1:41:57 min |
| 5     | RUS  | Dmitri Zwetkow    | 1:42:27 min |
| 6     | SWE  | Emil Wingstedt    | 1:42:39 min |

Qualifikation: Montag, 17. August, 9:00 Uhr

Ort: Bükkszentkereszt
Finale: Sonntag, 23. August, 11:00 Uhr

Ort: Szögliget – Derenk

Länge: 17,55 km

Steigung: 750 m

Posten: 33
Überschattet wurde das Rennen von einem Protest seitens der finnischen Mannschaft. Sie warf dem Bronzemedaillengewinner Mamlejew vor, Daniel Hubmann, der vier Minuten nach Mamlejew gestartet war und ihn während des Rennens überholt hatte, nachgelaufen zu sein. Der Protest wurde schließlich mit 2 zu 3 Stimmen abgewiesen.

### Staffel
| Platz | Land | Athleten                                        | Zeit      |
| ----- | ---- | ----------------------------------------------- | --------- |
| 1     | SUI  | Baptiste Rollier Daniel Hubmann Matthias Merz   | 2:22:48 h |
| 2     | RUS  | Dmitri Zwetkow Walentin Nowikow Andrei Chramow  | 2:25:12 h |
| 3     | FIN  | Topi Anjala Tero Föhr Mats Haldin               | 2:25:14 h |
| 4     | LAT  | Martins Sirmais Janis Krumins Edgars Bertuks    | 2:25:18 h |
| 5     | HUN  | Csaba Gösswein Zsolt Lenkei Adam Kovacs         | 2:29:16 h |
| 6     | POL  | Wojciech Dwojak Robert Banach Wojciech Kowalski | 2:30:20 h |

Datum: 21. August, 11:00 Uhr

Ort: Bánkút

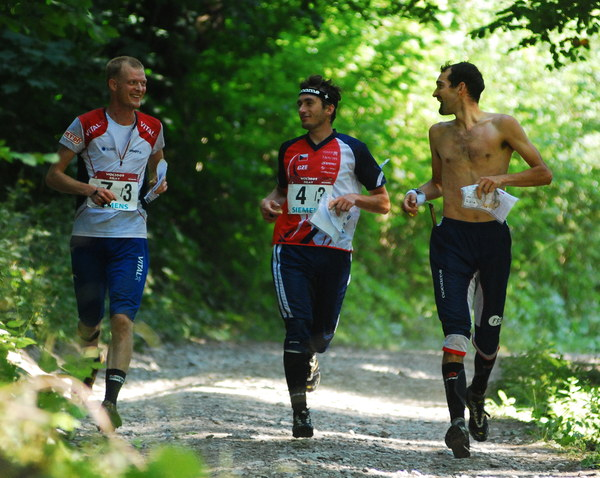
Die „Retter“ Anders Nordberg, Michal Smola und Thierry Gueorgiou gemeinsam auf dem Weg zum Zielbereich

1. Runde: 5,96 km Länge, 240 m Steigung, 17 Posten

2. Runde: 8,76 km Länge, 350 m Steigung, 22 Posten

3. Runde: 8,72 km Länge, 350 m Steigung, 22 Posten
Der in Führung liegende Schwede Martin Johansson verletzte sich in der letzten Runde schwer. Daraufhin blieben die Nächstplatzierten Thierry Gueorgiou (Frankreich) und Michal Smola (Tschechien) bei ihm, während der Norweger Anders Nordberg direkt ins Ziel lief, um Hilfe zu holen. Der Schweizer Schlussläufer Matthias Merz war auf einer anderen Route unterwegs und erfuhr deshalb erst nach Zieleinlauf vom Zwischenfall. Später entschied die Jury, das Rennen trotzdem zu werten.

## Damen

### Sprint
| Platz | Land | Athlet              | Zeit        |
| ----- | ---- | ------------------- | ----------- |
| 1     | SWE  | Helena Jansson      | 15:07,8 min |
| 2     | SWE  | Linnea Gustafsson   | 15:49,7 min |
| 3     | SUI  | Simone Niggli-Luder | 15:54,7 min |
| 4     | DEN  | Signe Søes          | 15:58,3 min |
| 5     | AUS  | Kathryn Ewels       | 16:00,9 min |
| 6     | FIN  | Anni-Maija Fincke   | 16:01,5 min |

Qualifikation: 20. August, 9:00 Uhr

Ort: Miskolc-Királyasztal
Finale: 20. August, 16:20 Uhr

Ort: Miskolc-Királyasztal

Länge: 2,62 km

Steigung: 105 m

Posten: 18

### Mitteldistanz
| Platz | Land | Athlet              | Zeit      |
| ----- | ---- | ------------------- | --------- |
| 1     | CZE  | Dana Brožková       | 37:09 min |
| 2     | NOR  | Marianne Andersen   | 37:19 min |
| 3     | SUI  | Simone Niggli-Luder | 37:58 min |
| 4     | FIN  | Minna Kauppi        | 38:21 min |
| 5     | FIN  | Merja Rantanen      | 38:59 min |
| 6     | SWE  | Helena Jansson      | 39:08 min |

Qualifikation: 16. August, 10:00 Uhr

Ort: Bükkszentkereszt
Finale: 19. August, 10:00 Uhr

Ort: Bánkút

Länge: 5,34 km

Steigung: 235 m

Posten: 22

### Langdistanz
| Platz | Land | Athlet                 | Zeit      |
| ----- | ---- | ---------------------- | --------- |
| 1     | SUI  | Simone Niggli-Luder    | 77:26 min |
| 2     | NOR  | Marianne Andersen      | 79:17 min |
| 3     | FIN  | Minna Kauppi           | 79:36 min |
| 4     | CZE  | Dana Brožková          | 79:47 min |
| 5     | SWE  | Linnea Gustafsson      | 80:48 min |
| 6     | NOR  | Anne Margrethe Hausken | 81:50 min |

Qualifikation: Montag, 17. August, 9:00 Uhr

Ort: Bükkszentkereszt
Finale: Sonntag, 23. August, 11:00 Uhr

Ort: Szögliget – Derenk

Länge: 11,79 km

Steigung: 490 m

Posten: 27

### Staffel
| Platz | Land | Athleten                                                  | Zeit      |
| ----- | ---- | --------------------------------------------------------- | --------- |
| 1     | NOR  | Betty Ann Nilsen Anne Margrethe Hausken Marianne Andersen | 2:13:10 h |
| 2     | SWE  | Karolina A. Höjsgaard Kajsa Nilsson Helena Jansson        | 2:13:28 h |
| 3     | FIN  | Bodil Holmström Merja Rantanen Minna Kauppi               | 2:15:25 h |
| 4     | SUI  | Vroni König-Salmi Lea Müller Simone Niggli-Luder          | 2:16:12 h |
| 5     | CZE  | Radka Brožková Eva Juřeníková Dana Brožková               | 2:16:26 h |
| 6     | RUS  | Galina Winogradowa Julia Nowikowa Tatjana Rjabkina        | 2:20:10 h |

Datum: 21. August, 11:00 Uhr

Ort: Bánkút

1. Runde: 4,88 km Länge, 190 m Steigung, 15 Posten

2. Runde: 6,94 km Länge, 260 m Steigung, 18 Posten

3. Runde: 7,19 km Länge, 270 m Steigung, 19 Posten

## Medaillenspiegel
| Platz | Land       | Gold | Silber | Bronze | Gesamt |
| ----- | ---------- | ---- | ------ | ------ | ------ |
| 1     | Schweiz    | 3    | 2      | 4      | 9      |
| 2     | Norwegen   | 1    | 2      | -      | 3      |
|       | Schweden   | 1    | 2      | -      | 3      |
| 4     | Russland   | 1    | 1      | -      | 2      |
| 5     | Frankreich | 1    | 1      | -      | 2      |
|       | Tschechien | 1    | -      | -      | 1      |
| 7     | Finnland   | -    | -      | 3      | 3      |
| 8     | Italien    | -    | -      | 1      | 1      |